# 奧利-佩卡·奧揚西武
奧利-佩卡·奧揚西武（芬蘭語：Olli-Pekka Ojansivu；1987年12月31日—）是一位芬蘭排球運動員。他現在效力於羅馬尼亞聯賽球隊C.V.M. Tomis Constanța。他也代表芬蘭國家男子排球隊參賽。